# Netiv ha-Lamed He
Netiv ha-Lamed He (hebrejsky נְתִיב הַל"ה, doslova „Cesta pětatřiceti“, v oficiálním přepisu do angličtiny Netiv HaLamed-He) je vesnice typu kibuc v Izraeli, v Jeruzalémském distriktu, v Oblastní radě Mate Jehuda.

## Geografie
Leží v nadmořské výšce 304 metrů v zemědělsky využívané pahorkatině Šefela, nedaleko od západního okraje zalesněných svahů Judských hor, v údolí potoka Nachal ha-Ela, do kterého od východu a severovýchodu přitékají z bočního údolí i vádí Nachal Eciona a Nachal Sansan.
Obec se nachází 35 kilometrů od břehu Středozemního moře, cca 47 kilometrů jihovýchodně od centra Tel Avivu, cca 26 kilometrů jihozápadně od historického jádra Jeruzalému a 6 kilometrů jižně od Bejt Šemeš. Netiv ha-Lamed He obývají Židé, přičemž osídlení v tomto regionu je etnicky převážně židovské. Kibuc je situován 5 kilometrů od Zelené linie, která odděluje Izrael v jeho mezinárodně uznávaných hranicích od území Západního břehu Jordánu. Počátkem 21. století byly přilehlé arabské (palestinské) oblastí Západního břehu od Izraele odděleny pomocí bezpečnostní bariéry. Za Zelenou linií se ale v přilehlé části Západního břehu nachází i kompaktní blok židovských osad Guš Ecion včetně velkého města Bejtar Ilit.
Netiv ha-Lamed He je na dopravní síť napojen pomocí lokální silnice číslo 375.

## Dějiny

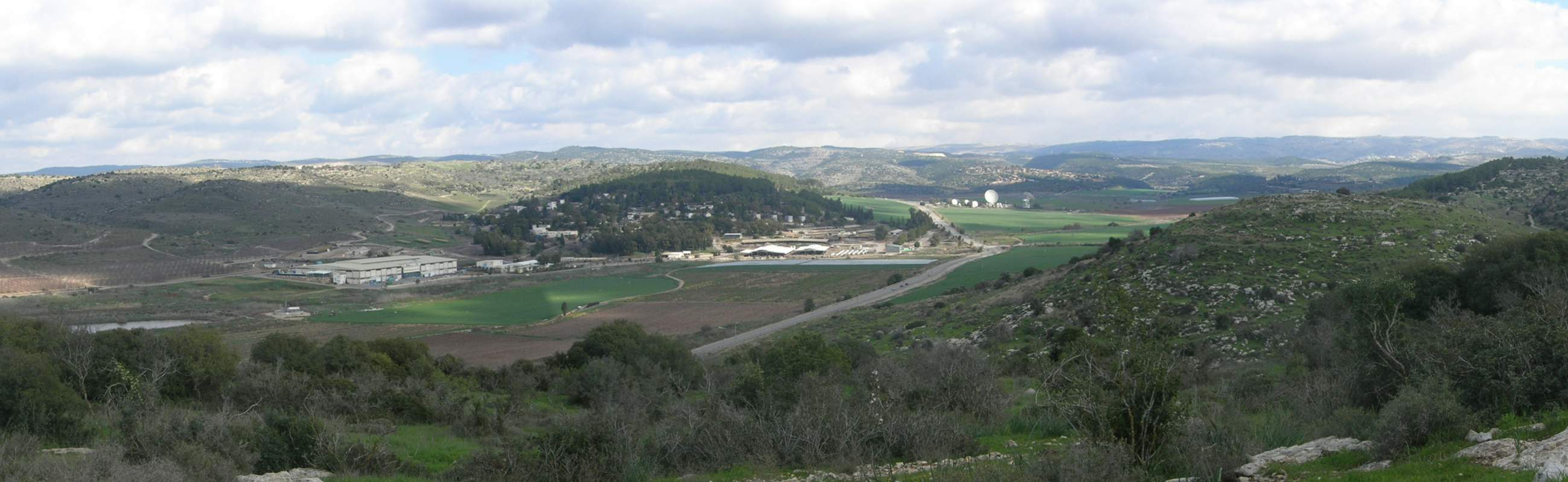
Panoramatický pohled na kibuc Netiv ha-Lamed He

Netiv ha-Lamed He byl založen v roce 1949. Novověké židovské osidlování tohoto regionu začalo po válce za nezávislost tedy po roce 1948, kdy Jeruzalémský koridor ovládla izraelská armáda a kdy došlo k vysídlení většiny zdejší arabské populace.
Do roku 1948 stála asi kilometr severovýchodně od současného kibucu velká arabská vesnice Bajt Natif. Uchovávala starší sídelní tradici. V Bibli je nazývána Tapúach Kniha Jozue 15,34 Římané ji znali jako Beyt Letepha. Od středověku tu převládali Arabové. Ve vesnici stála mešita, základní chlapecká škola a několik muslimských svatyň, z nichž nejvýznamnější byla svatyně al-Šajch Ibrahim. Roku 1931 žilo v Bajt Natif 1649 lidí v 329 domech (včetně osady Chirbet Um al-Rus). Izraelci byl Bajt Natif dobyt v říjnu 1948. Během Operace ha-Har. Zástavba vesnice byla zcela zbořena, s výjimkou jednoho domu.
Kibuc byl zřízen 16. srpna 1949. Jeho zakladateli byla skupina cca pětadvaceti mladých Židů z Izraele a židovští přistěhovalci z Bulharska. Pojmenován je podle 35 vojáků izraelské armády, kteří padli roku 1948 při pokusu se probít do obležené skupiny židovských vesnic v Guš Ecion. Zpočátku se ovšem vesnice nazývala Peled (פלד) nebo Peled Bajt Natif (פלד בית נטיף). První osadníci nejprve pobývali v opuštěné arabské vesnici Bajt Natif.
Až do roku 1967 měl kibuc charakter hraniční obce, nedaleko dotyku linie kontroly Izraele a Jordánska.

## Demografie
Podle údajů z roku 2014 tvořili naprostou většinu obyvatel v Netiv ha-Lamed He Židé (včetně statistické kategorie "ostatní", která zahrnuje nearabské obyvatele židovského původu ale bez formální příslušnosti k židovskému náboženství).
Jde o menší obec vesnického typu s dlouhodobě rostoucí populací. K 31. prosinci 2014 zde žilo 589 lidí. Během roku 2014 populace stoupla o 1,6 %.
| Rok            | 1961 | 1972 | 1983 | 1995 | 2001 | 2003 | 2004 | 2005 | 2006 | 2007 | 2008 | 2009 | 2010 | 2011 | 2012 | 2013 | 2014 |
| -------------- | ---- | ---- | ---- | ---- | ---- | ---- | ---- | ---- | ---- | ---- | ---- | ---- | ---- | ---- | ---- | ---- | ---- |
| Počet obyvatel | 109  | 287  | 407  | 371  | 434  | 406  | 402  | 382  | 382  | 390  | 432  | 508  | 528  | 564  | 560  | 580  | 589  |